# Zenodorus juliae
Zenodorus juliae es una especie de araña saltarina del género Zenodorus, familia Salticidae. Fue descrita científicamente por Thorell en 1881.
Habita en Nueva Guinea.